# Đại Bá Công
Đại Bá Công (Tua Pek Kong) (tiếng Trung: 大伯公; bính âm: Dàbó Gōng, Hakka: Thai phak koong, Hokkien: Tuā-peh-kong, tiếng Mã Lai: Topekong, tiếng Indonesia: Toa Pekong), nghĩa là "Bác Cả" (theo cách gọi miền Bắc Việt Nam), "Bác Hai" (theo thông lệ miền Nam Việt Nam) là nhân vật được thờ trong một ngôi đền thuộc tín ngưỡng dân gian của người Hoa Mã Lai và người Hoa Singapore. Người ta cho rằng ông là người đến Penang trước 40 năm so với Francis Light vào năm 1746.
Đại Bá Công là người Khách Gia, tên thật là Trương Lý (giản thể: 张理; phồn thể: 張理). Khi đang trong vùng Sumatra, tàu của ông gặp sóng dữ và phải cập bến tại đảo Penang thuộc Malaysia, tại thời điểm đó, đảo này chỉ có 50 cư dân. Sau khi ông chết, người dân nơi đây xây đền Đại Bá Công và bắt đầu thờ phượng ông. Ngày nay, Đại Bá Công được người Hoa Mã Lai thờ cúng trên cả nước. Đền Đại Bá Công thường bị nhầm lẫn là thờ Thổ địa công, phần nào bởi nhiều nét giống nhau trong kiến trúc.
Trịnh Cảnh Quý (Chung Keng Quee) was a principal donor to the Haichu-yu (Sea Pearl) Đền Đại Bá Công (năm 1865 và năm 1868) tại Tanjung Tokong, Penang. Một Đền thờ Đại Bá Công khác ở Sibu với một tòa tháp bảy tầng theo lối kiến trúc Phật giáo đặc trưng, khiến nó trở thành một điểm nhấn của nơi này.

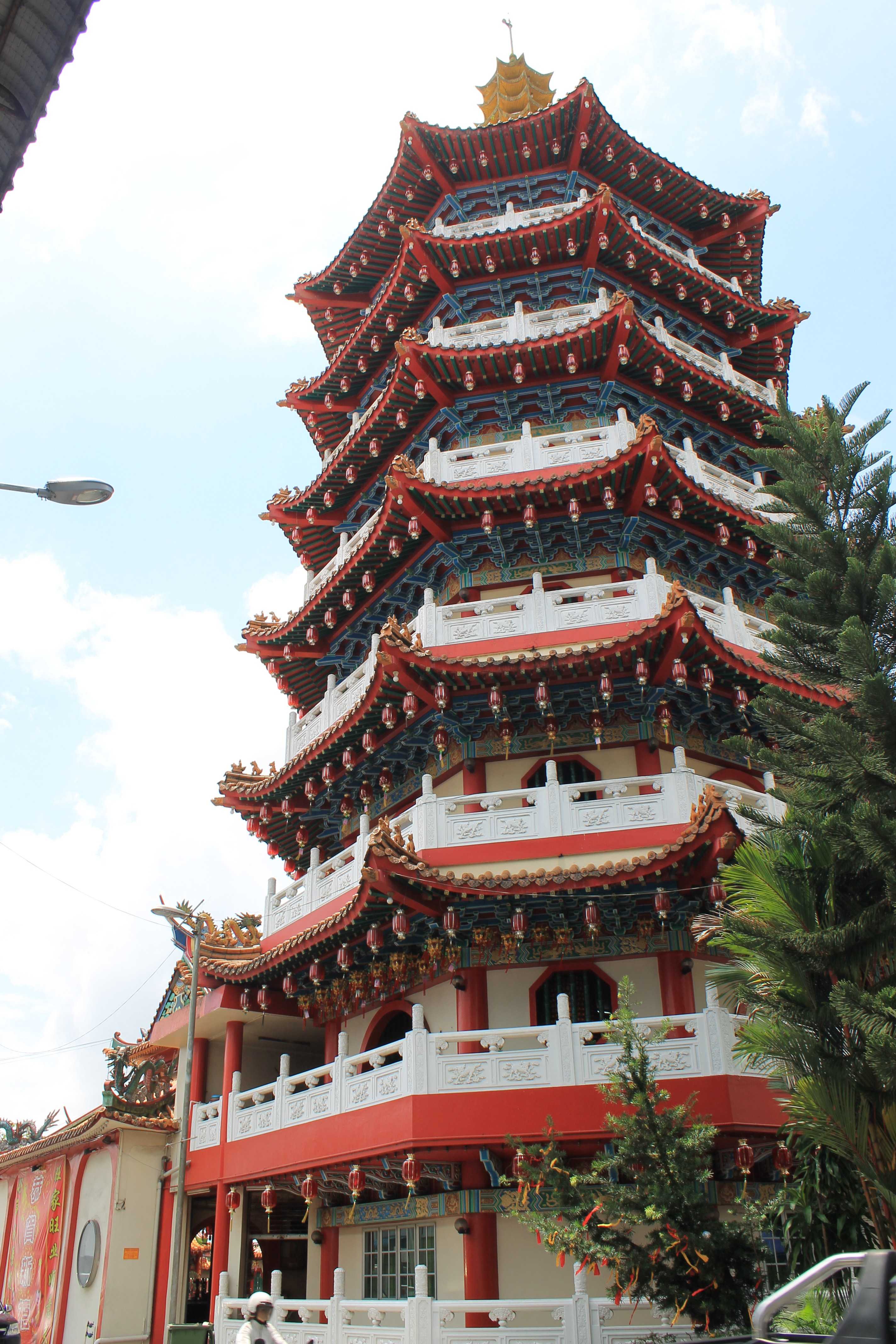
Đền Đại Bá Công ở Sibu